# Vervò
Vervò település Olaszországban, Trento megyében.  Vervò Cortaccia sulla Strada del Vino, Taio, Ton, Tres és Rovere della Luna községekkel határos.

## Népesség
A település népességének változása: